# Astaenomoechus hospes
Astaenomoechus hospes är en skalbaggsart som beskrevs av Erich Wasmann 1902. Astaenomoechus hospes ingår i släktet Astaenomoechus och familjen Hybosoridae. Inga underarter finns listade.